# Pavel Juvasin
Pavel Alekseevici Juvasin (în rusă Павел Алексеевич Жувасин; n. 1908, Podgornoye⁠(d), RSFS Rusă, URSS – d. 4 octombrie 1944, România) a fost un sergent major sovietic, care a îndeplinit funcția de comandant adjunct al unui pluton de mitraliori din Regimentul 307 Pușcași de Gardă (Divizia 110 Pușcași de Gardă, Armata 37, Frontul din Stepă) în timpul celui de-al Doilea Război Mondial și a fost distins cu titlul de Erou al Uniunii Sovietice.

## Biografie
Pavel Alekseevici Juvasin s-a născut în 1908 în satul Podgornoe din raionul Kugarcin din gubernia Ufa (azi în Bașkiria), într-o familie de țărani ruși. A urmat doar studii primare și a lucrat inițial ca șofer în orașul Magnitogorsk din regiunea Celiabinsk.
În anul 1939 a fost încorporat în Armata Sovietică de către Biroul de Evidență Militară și Înrolare al orașului Magnitogorsk. A luat parte la Războiul Sovieto-Finlandez din 1939-1940 și la Marele Război pentru Apărarea Patriei începând din iunie 1941. Sergentul major P.A. Juvasin s-a remarcat la 1 octombrie 1943 în lupta pentru eliberarea satului Kuțevolovka din raionul Onufriivka (regiunea Kirovograd).
A murit eroic pe 4 octombrie 1944 într-una dintre luptele din zona orașului român Turda. A fost înmormântat pe câmpul de luptă. În cimitirul Levoberejnoe din orașul Magnitogorsk (regiunea Celiabinsk) a fost amplasat un cenotaf în memoria lui.

## Fapte de vitejie
Sergentul major P. A. Juvasin a fost comandant adjunct al unui pluton din Regimentul 307 Pușcași de Gardă (Divizia 110 Pușcași de Gardă, Armata 37, Frontul din Stepă) și s-a remarcat la 1 octombrie 1943 în lupta pentru eliberarea satului Kuțevolovka din raionul Onufriivka (regiunea Kirovograd), când a pătruns în sat în fruntea unui pluton și a distrus cu o grenadă echipajul care deservea o mitralieră inamică, asigurând astfel înaintarea infanteriei sovietice. El a capturat, de asemenea, un tun german.
La 6 octombrie 1943, în Bătălia de la cota 167,8, a fost primul care a pătruns în tranșeele germanilor, ucigând 7 naziști prin aruncarea de grenade și luând 2 prizonieri. La 12 octombrie 1943, respingând un contraatac inamic la cota 177,0, unitatea lui P. A. Juvasin a fost înconjurată. P. A. Juvasin a condus plutonul într-un contraatac, care i-a dezorientat pe germani și i-a forțat să se retragă.
P. A. Juvasin a fost distins cu titlul de Erou al Uniunii Sovietice pe 22 februarie 1944, prin decretul Sovietului Suprem al URSS, pentru îndeplinirea exemplară a misiunilor de luptă și pentru curajul și eroismul personal.

## Decorații
- Medalia „Steaua de Aur” asociată titlului de Erou al Uniunii Sovietice (22.02.1944)[3][4]
- Ordinul Lenin (22.02.1944)[1]
- Medalia „Pentru curaj” (21.07.1943)[5]

## In memoriam
- O stradă din orașul Magnitogorsk poartă numele eroului sovietic P. A. Juvasin, iar o placă memorială în cinstea eroului este amplasată pe una dintre clădirile orașului.[1]
- O stradă numită Juvasina (în rusă Улица Жувасина) se află în satul Mrakovo din microraionul Severnoe din Republica Bașkortostan.